# 子斑
子斑（しはん）は、魯の第17代君主。名は斑。『春秋左氏伝』は名を般とする。荘公の子。

## 生涯
荘公の夫人の哀姜には子がなかったので、荘公の死の直前に庶子の斑を後継に立てようとした。荘公の三弟の叔牙は、次弟の慶父を立てようとしたが、四弟の季友が斑の立嗣を支持し、荘公の名をもって叔牙に迫って毒酒を飲ませ自殺させた。
荘公32年（紀元前662年）8月、荘公が病没すると、季友が斑を魯の君主に立てた。10月、慶父が斑を殺害し、荘公の庶子の啓を魯の君主に立てた（閔公）。季友は陳国に逃亡した。

## 家庭
父：
- 荘公（第16代魯公）

母：
- 孟任（魯の大夫党氏の娘）

兄弟：
- 閔公（第18代魯公）
- 僖公（第19代魯公）
- 公子遂（東門襄仲）
- 杞伯姫